# Satellite (canción de Lena Meyer-Landrut)
«Satellite» (en español: "Satélite") es una canción escrita por los compositores Julie Frost y John Gordon e interpretada por Lena Meyer-Landrut. Un día después de su lanzamiento, se convirtió en el tema más descargado en las listas de ventas digitales alemanas. "Satellite" entró en los charts de ese país en primera posición, obteniendo el disco de oro tan solo una semana después. Fue la canción ganadora del Festival de la Canción de Eurovisión 2010 representando a Alemania.

## Producción y Selección de la canción
"Satellite" fue escrita por la compositora estadounidense Julie Frost y por el danés John Gordon. El tema describe los pensamientos de una joven enamorada ("I got it bad for you") que lucha por llamar la atención de su amado ("I went everywhere for you/ I even did my hair for you/ I bought new underwear they're blue/ And I wore it just the other day."), no importando como si éste la trata "dulce o fríamente" ("whether you are sweet or cool, I'm gonna love you either way").
El tema fue presentado a Universal Records junto con aproximadamente 300 composiciones para el programa buscatalentos Unser Star für Oslo (organizado por la ARD/NDR y ProSieben), que tuvo como objetivo elegir al representante alemán para el Festival de la Canción de Eurovisión 2010. "Satellite", junto con otras tres canciones ("Bee", "I care for you" y "Love me"), fueron finalmente escogidas para ser interpretadas el 12 de marzo de 2010 en Unser Star für Oslo. Este tema fue escogido por la audiencia mediante televoto, mientras que en una segunda ronda de votación, Lena Meyer-Landrut fue escogida como la intérprete.
La grabación de "Satellite" fue producida por John Gordon, Andre "Brix" Buchmann, Ingo Politz y Bernd Wendtland. La remastarización la realizó Sascha "Busy" Bühren.

## Lanzamiento
El 13 de marzo de 2010, las seis canciones interpretadas en la final de Unser Star für Oslo se pusieron a disposición para su descarga digital en iTunes Germany y Musicload.de. El maxi sencillo de Meyer-Landrut "Satellite", que también incluye sus otras dos canciones del final, "Bee" y "Love Me", se lanzó tres días más tarde, el 16 de marzo de 2010. Todas las canciones fueron publicadas especialmente en el sello discográfico creado en 2010, USFO, una cooperación entre Universal Music Germany y Raab TV/Brainpool, las empresas productoras de Unser Star für Oslo.
"Satellite" vendió más de 100 000 descargas en su primera semana, convirtiéndose en el sencillo digital de venta más rápida en Alemania hasta el momento. Debutó en el número 1 en la lista de sencillos de Alemania y era elegible para ser disco de oro después de la primera semana y platino después de la cuarta semana de su lanzamiento. La canción se mantuvo en el número 1 durante cinco semanas consecutivas en Alemania. Después de ganar la final del Festival de la Canción de Eurovisión 2010 del 29 de mayo de 2010, "Satellite" recuperó su posición de liderazgo en Alemania durante una semana y también alcanzó el número 1 en Dinamarca, Finlandia, Noruega, Suecia y Suiza. También encabezó la lista European Hot 100 Singles Chart, siendo la primera canción de Eurovisión en lograrlo.
Con 464 000 descargas vendidas, "Satellite" es la segunda canción con más descargas en Alemania desde 2006. Solamente es superada por la canción de Lady Gaga, "Poker Face" que tiene 500 000 descargas vendidas.
"Satellite" se incluye en el álbum debut de Meyer-Landrut, My Cassette Player, que fue lanzado el 7 de mayo de 2010. También está disponible en el Kinect Xbox 360 del juego, Dance Central 2 y en la versión europea del Just Dance 3.
Durante el acto de apertura de la final del Festival de Eurovisión 2011, Stefan Raab, realizó una versión de esta canción a ritmo rockabilly con la breve intervención de Meyer-Landrut como compañera de dúo. Después del concurso, volvió a entrar en las listas de sencillos de iTunes en varios países.

## Lista de canciones
Descarga digital
1. "Satellite" – 2:54

Maxi sencillo
1. "Love me" – 2:59
2. "Satellite" – 2:54
3. "Bee" – 2:59

## Listas y certificaciones
| Listas (2010)                         | Máxima posición |
| ------------------------------------- | --------------- |
| Alemania (Offizielle Deutsche Charts) | 1               |
| Australia (ARIA)                      | 37              |
| Austria (Ö3 Austria Top 40)           | 2               |
| Bélgica (Flandes) (Ultratop 50)       | 4               |
| Bélgica (Valonia) (Ultratop 50)       | 6               |
| Dinamarca (Tracklisten)               | 1               |
| Eslovaquia (Rádio Top 100)            | 6               |
| España (Top 100 Canciones)            | 23              |
| Europa (European Hot 100 Singles)     | 1               |
| Finlandia (OFC)                       | 1               |
| Hungría (Rádiós Top 40)               | 3               |
| Islandia (Tónlist)                    | 5               |
| Irlanda (IRMA)                        | 2               |
| Israel (Media Forest)                 | 4               |
| Noruega (VG-lista)                    | 1               |
| Países Bajos (Mega Single Top 100)    | 5               |
| Países Bajos (Dutch Top 40)           | 31              |
| Polonia (ZPAV)                        | 5               |
| Reino Unido (UK Singles Chart)        | 30              |
| República Checa (Rádio Top 100)       | 25              |
| Suecia (Sverigetopplistan)            | 1               |
| Suiza (Schweizer Hitparade)           | 1               |

| Lista (2010)                    | Posición |
| ------------------------------- | -------- |
| Alemania (Media Control Charts) | 3        |
| Austria (Ö3 Austria Top 40)     | 11       |
| Bélgica (Ultratop Flandes)      | 41       |
| Europa (European Hot 100)       | 34       |
| Hungría (Mahasz)                | 20       |
| Países Bajos (Dutch Top 40)     | 185      |
| Suiza (Media Control Charts)    | 20       |

### Certificaciones y ventas
| País      | Organismo Certificador | Certificación | Ventas Certificadas | Simbolización | Ref.               |
| --------- | ---------------------- | ------------- | ------------------- | ------------- | ------------------ |
| Alemania  | BVMI                   | 2× Platino    | 600 000             | 2▲            | [ 7 ] [ 8 ] [ 36 ] |
| Dinamarca | IFPI — Denmark         | Oro           | 7 500               | ●             | [ 37 ]             |
| Suecia    | GLF                    | Oro           | 10 000              | ●             | [ 38 ]             |
| Suiza     | IFPI — Switzerland     | Platino       | 30 000              | ▲             | [ 39 ]             |
|           | IFPI                   | 7× Platino    | 7 000               | 7▲            | [ 36 ]             |